# Clarendon Hills (Illinois)
Pour les articles homonymes, voir Clarendon Hills.
Clarendon Hills est un village du comté de DuPage dans l'Illinois, aux États-Unis,. Il est situé au sud-ouest de Chicago. Le village est incorporé le 27 juin 1924.

## Démographie
Lors du recensement de 2010, le village comptait une population de 8 427 habitants. Elle est estimée, en 2016, à 8 653 habitants.

## Personnalités liées à Clarendon Hills
- Bill Evans (saxophoniste)
- Bill Laimbeer
- Emily Harris (en)
- Brian Wardle (basketball) (en)

## Source de la traduction
- (en) Cet article est partiellement ou en totalité issu de l’article de Wikipédia en anglais intitulé « Clarendon Hills, Illinois » (voir la liste des auteurs).